# Carol al IX-lea al Franței
Carol al IX-lea (n. 27 iunie 1550, Saint-Germain-en-Laye⁠(d), Île-de-France, Franța – d. 30 mai 1574, Vincennes, Métropole du Grand Paris, Franța) născut Charles-Maximilien, a fost rege al Franței, din 1560 până la moartea sa. Fiul lui Caterina de' Medici și a lui Henric al II-lea al Franței, la doar zece ani a urcat pe tronul Franței după moartea prematură a fratelui său, Francisc al II-lea. În timpul domniei sale, Franța era zguduită de războaiele religioase, în ciuda eforturilor pacifiste ale mamei sale. A rămas în istorie pentru masacrul din Noaptea Sfântului Bartolomeu, care a avut loc în timpul domniei sale. A murit în 30 mai 1574, la Vincennes cu o lună înainte de a împlini 24 de ani, de pleurezie.

## Biografie

### Primii ani

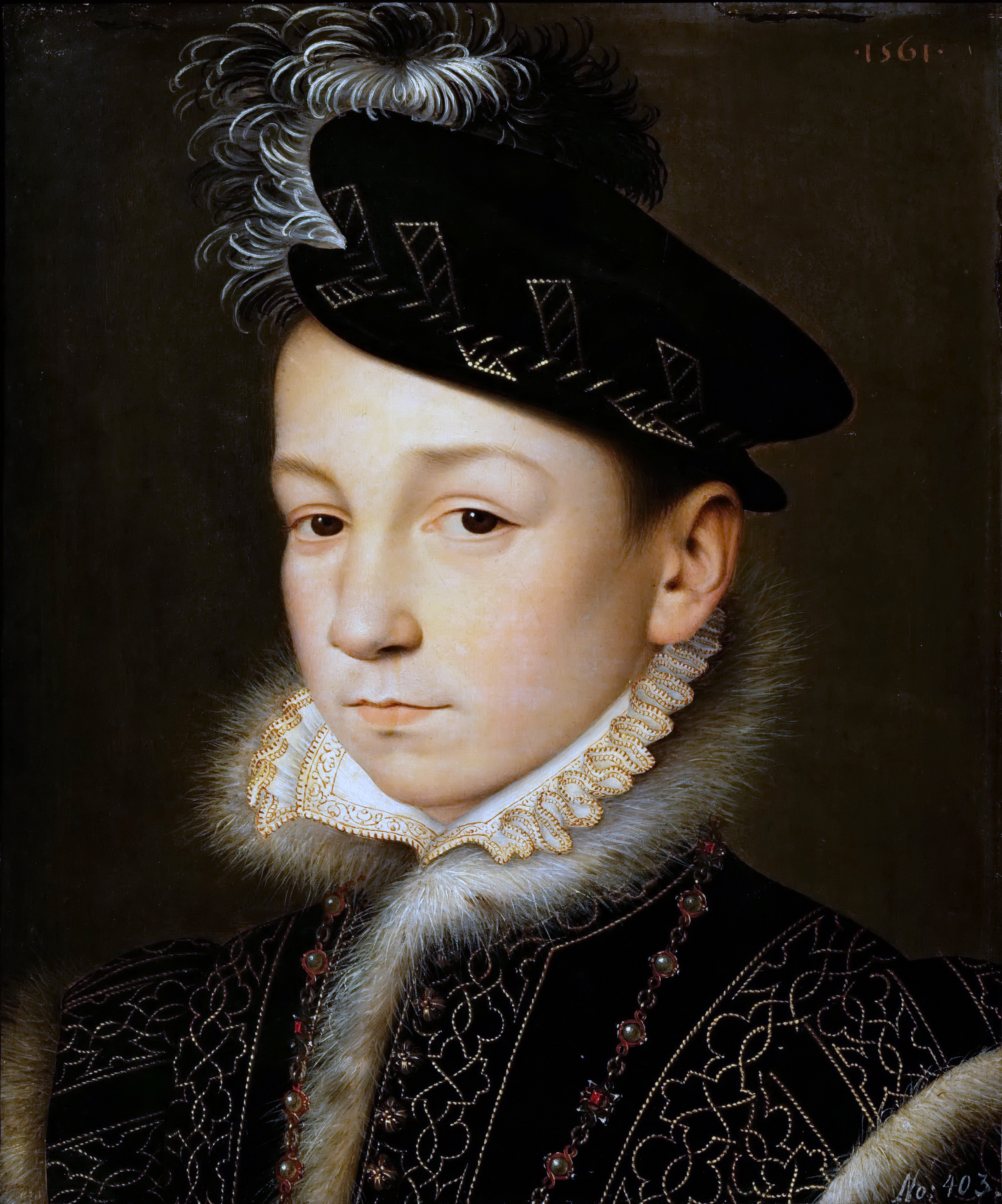
Carol copil de François Clouet

Născut la Saint-Germain-en-Laye în 27 iunie 1550, a fost al treilea fiu și al cincilea copil, dintre cei zece copii ai Caterinei de' Medici și a lui Henric al II-lea al Franței. Este numit duce de Angoulême, iar după moartea fratelui său Ludovic, primește titlul de duce de Orléans. Botezat în religia catolică, îi are ca nași pe Henric al II-lea de Navara și Maximilian al II-lea, Împărat Roman, iar nașa sa este Renée a Franței, Ducesă de Ferrara (fiica lui Ludovic al XII-lea al Franței și a lui Anne de Bretania), mătușa sa. Urcă pe tronul Franței după moartea prematură a fratelui său Francisc al II-lea. Avea zece ani, iar Caterinei de Medici îi este încredințată regența până la majoratul lui Carol. Este încoronat la catedrala din Reims la 5 mai 1561. A prezidat Stările Generale reunite la Orléans, din 13 decembrie 1560 până în 31 ianuarie 1561. Prințul de sânge Antoine de Bourbon este numit locotenent general al regatului.

### Problemele religioase

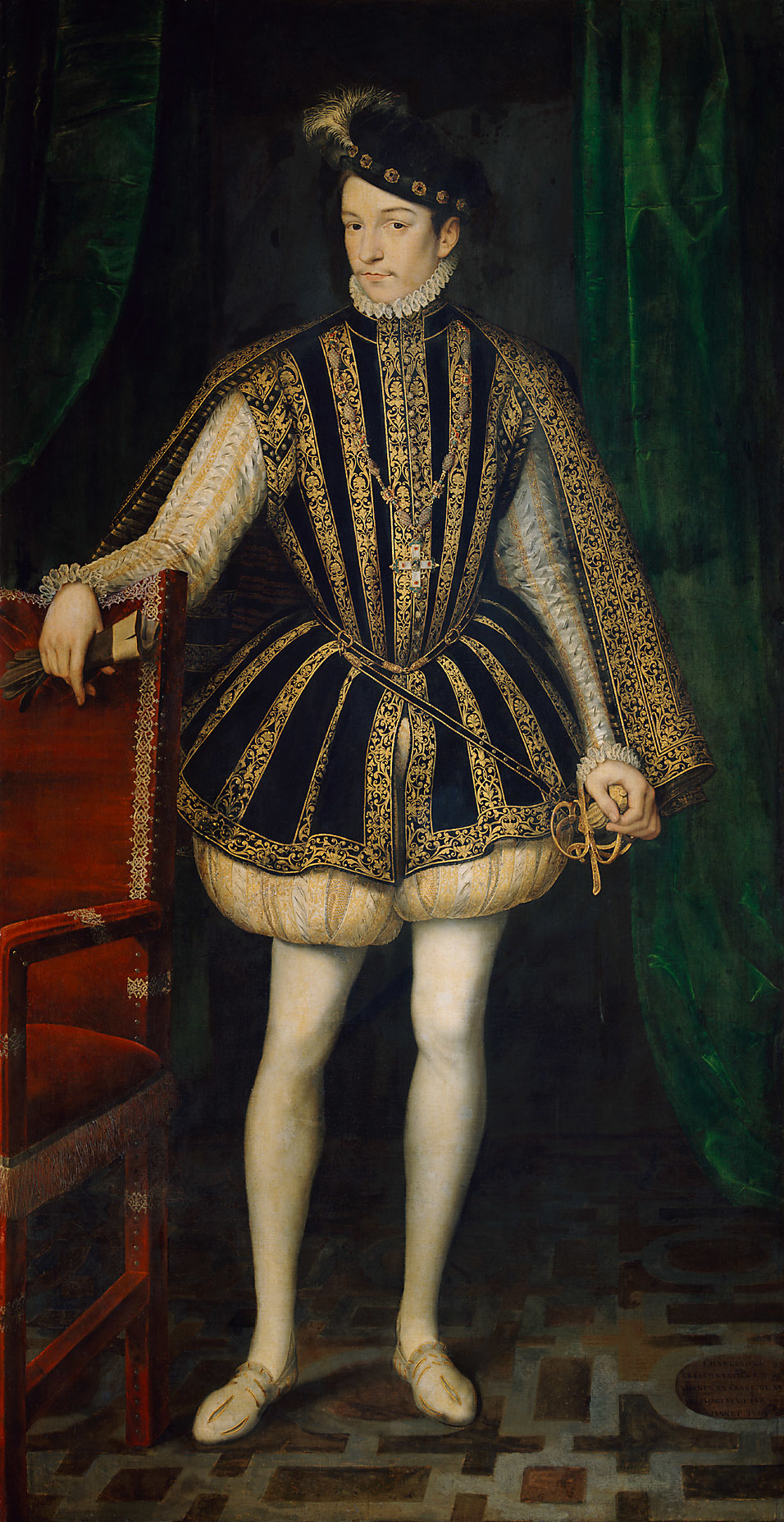
Carol al IX-lea de François Clouet, 1566

Urcat pe tron, Carol ereditează un regat pe cale de a fi împărțit între catolici și protestanți. Dar, fiind prea tânăr, Caterina primește regența până în 1563. Caterina împreună cu cancelarul Franței Michel de l'Hôpital duc o politică pacifistă, încercând să aplaneze conflictele dintre cele două facțiuni religioase. Cu Colocviul de la Poissy din 9 septembrie 1561, regina mamă speră să găsească o cale de înțelegere între partea catolică, reprezentată de cardinalul de Lorena, și partea protestantă, reprezentată de Théodore de Bèze, dar niciun acord nu este acceptat. Se autodizolvă fără aprobarea Caterinei în 13 octombrie 1561, iar incidentele se multiplică în provincie, împărțite în acte iconoclaste și violențe fizice. În 16 noiembrie 1561, masacrul de la Cahors, în care își pierd viața treizeci de protestanți confirmă acest eșec. În 17 ianuarie 1562, Edictul de la Saint-Germain-en-Laye, permite protestanților practicarea cultului lor în sate și în suburbiile orașelor. Cu Masacrul de la Wassy din 1 martie 1562, opera ducelui de Guise, izbucnește primul război religios. Ducele a spus că a fost un accident regretabil, dar pe străzile Parisului este primit cu ovații, iar protestanții cer răzbunare. A fost fitilul care a aprins războiul, iar în următorii treizeci de ani Franța se va afla într-o stare de război civil sau armistițiu armat. Prințul de Condé și Amiralul Coligny se aliază cu Anglia și încep să cucerească oraș după oraș în Franța. Sunt învinși la Dreux de către ducele de Guise în 19 decembrie 1562. Louis de Condé este făcut prizonier, iar căpetenia catolicilor, Montmorency este capturat de protestanți. În 24 februarie, ducele de Guise este asasinat. După asasinarea ducelui de Guise, se semnează pacea prin Edictul de la Amboise, numit și Edictul de Pacificare, în 19 martie 1563. În 19 august, în același an, Carol este declarat major, dar regina mamă continuă să exercite puterea în numele lui.

### Pacea de la Amboise

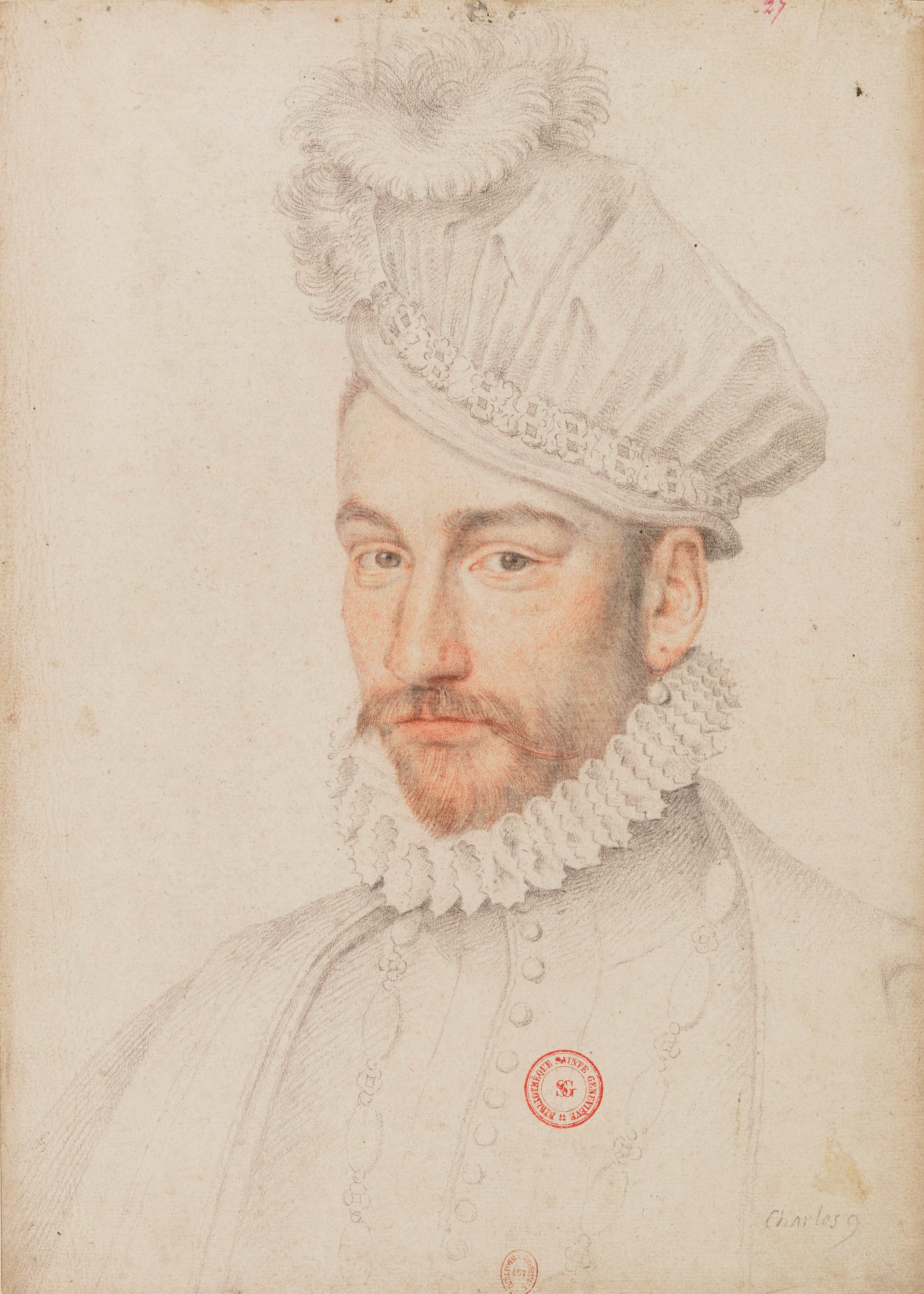
Carol al IX-lea de François Clouet în 1570

Edictul de pace de la Amboise nu satisface pe nimeni și este rău aplicat: interzice practicarea cultului protestant în orașe, unde protestanții sunt majoritari în numeroase funcții importante și sunt proprietari a numeroase provincii. În martie 1564, Caterina și fiul său Carol pornesc într-o călătorie prin Franța, marele tur al Franței, care durează doi ani. Scopul acestei călătorii era să-l facă cunoscut poporului pe Carol și să-i arate regatul fiului ei. Această călătorie permite și pacificarea regatului. În călătoria lor trec prin unele dintre cele mai agitate orașe al regatului: Sens, Champagne, Troyes. Cortegiul iese din Franța în 30 aprilie 1564, pentru a se opri la Bar-le-Duc până în 9 mai. Are loc botezul lui Henri, fiul lui Charles al III-lea de Lorraine și al soției sale Claude de Valois, iar Carol al IX-lea și Filip al II-lea, reprezentat de contele de Mansfeld, guvernator al Luxemburgului, sunt nașii copilului. Caterina, mulțumită că i-a reunit pe Carol și fiica sa preferată Claude, nu reușește însă să se întâlnească cu fiica sa mai mare, regina Spaniei, Elisabeta. Turul Franței continuă trecând prin Ligny-en-Barrois, Dijon, Mâcon, oraș strategic pe Saône, iar în valea Ronului traversează Roussillon, Valence, Montélimar, Avignon. După o oprire de trei săptămâni, turul continuă spre Salon-de-Provence, unde Caterina îl întâlnește pe astrologul său Nostradamus, apoi în Aix-en-Provence, unde este Parlamentul din Provence. Suita regală ajunge la Toulon și Marsilia, în 1564, unde poporul îi sărbătorește și apoi părăsește o Provence pacificată. În orașele protestante ale Gasconiei sunt primiți cu respect, nimic mai mult. Toulouse și Bordeaux sunt mai liniștite, fiind în mâinile catolicilor. Marele tur se îndreaptă spre Bayonne (14 iunie) și se oprește la Mont-de-Marsan pentru două motive: Caterina dorește să o întâlnească pe fiica sa, Elisabeta, soția lui Filip al II-lea și să negocieze un tratat cu Spania, care eșuează. În iulie, Gascogne este din nou traversată, apoi în august și în septembrie, valea Charente: în această regiune, comunitatea protestantă este în minoritate, iar protestanții aplică reticenți Edictul de la Amboise. Peste tot întâlnesc o mare loialitate față de rege. Singurele probleme sunt la La Rochelle, unde protestanții se arată nemulțumiți și la Orléans, unde convoiul este primit cu o revoltă. În 1566, regele se oprește la Moulins unde are loc reforma judiciară, Edictul de la Moulins (Grande ordonnance des Moulins) și puterea regală este extinsă.

### Reluarea ostilităților
În 1566, la Pamiers, în ciuda păcii, ostilitățile reîncep: protestanții iau cu asalt bisericile catolice. Represiunea catolică este feroce: 700 de calviniști sunt uciși la Foix.
În august 1567, în urma unei tentative de răpire a regelui de către protestanți, reîncepe războiul religios. Protestanții sunt învinși la Saint-Denis de conetabilul Anne de Montmorency (10 noiembrie 1567) și la Jarnac și Moncontour de ducele de Anjou. Se încheie pacea de la Longjumeau în 23 martie 1568, semnată între Caterina de Medici și prințul de Condé, confirmată mai târziu de pacea de la Saint-Germain-en-Laye în 1570.

### Căsătoria

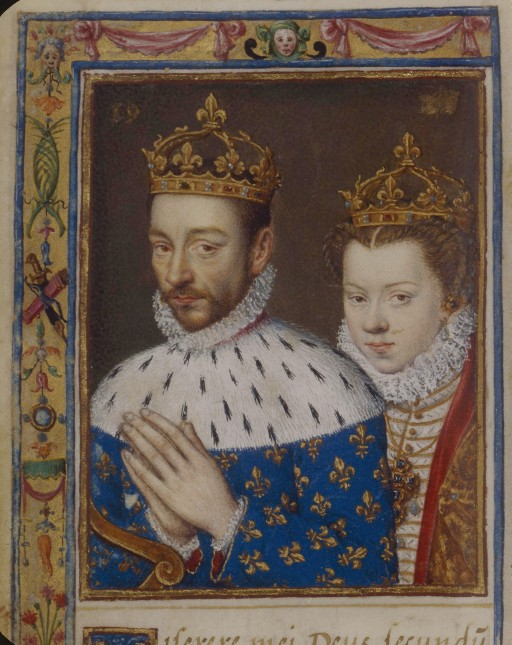
Carol al IX-lea și Elisabeta

Diplomatic, Carol se apropie de Anglia și de Sfântul Imperiu Roman. Unii îl văd pe Carol purtând în viitor coroana imperială. Carol se căsătorește la Mézières, în 27 noiembrie 1570 cu Elisabeta de Austria, fiica lui Maximilian al II-lea, Împărat Roman și a Mariei a Spaniei, infantă a Spaniei. În martie 1572, regele și regina își fac intrarea în Paris. Cei mai mari artiști francezi au colaborat la crearea decorului și programului. Elisabeta este una dintre cele mai frumoase prințese din Europa și vorbește patru limbi. Cuplul are o relație caldă și se susține reciproc. Din această căsătorie s-a născut o fiică, Maria Elisabeta (1572-1578). De la amanta sa, Marie Touchet, Carol a avut un fiu nelegitim Carol, duce d'Angoulême. În timp ce Carol își petrece timpul vânând, Caterina continua reconcilierea dintre catolici și protestanți organizând căsătoria fiicei sale Margareta de Valois, catolică, cu Henric de Navarra, protestant. În toamna anului 1571, Coligny îl întâlnește pe rege pentru câteva zile.

### Masacrul din Noaptea Sfântului Bartolomeu

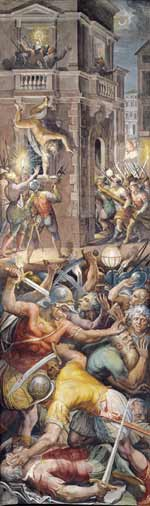
Masacrul din Noaptea Sfântului Bartolomeu de Giorgio Vasari 1572-1573

Căsătoria dintre prințesa Margareta de Valois și Henric de Navara ar trebui să fie garanția unei reconcilieri durabile între cele două facțiuni religioase, dar la câteva zile după nuntă, 22 august 1572, are loc atentatul împotriva lui Gaspard al II-lea de Coligny, căpetenia hughenoților. Temându-se de o revoltă, la sfatul Caterinei de Medici, Carol decide exterminarea căpeteniilor protestante cu câteva excepții, printre care prințul de sânge Henric de Navara și prințul de Condé. Această decizie declanșează masacrul din Noaptea Sfântului Bartolomeu (24 august 1572), care a făcut mii de victime la Paris și în majoritatea orașelor Franței. Determinat să mențină ordinea, regele ordonă încetarea masacrului în dimineața de 24 august, dar multiplele apeluri la calm au fost încălcate și continuă câteva săptămâni în toată Franța. Acest masacru marchează o cotitură în domnia lui Carol al IX-lea. Anularea edictului de la Saint-Germain și excesele anturajului regal, îi fac pe protestanți să-și piardă încrederea definitiv. După evenimente, monarhia decide să modereze în mod radical politica de conciliere în privința protestanților. Printre numeroasele măsuri luate, se numără interzicerea practicării cultului lor. Războaiele religioase reîncep cu asediul orașului La Rochelle.
Din cauza aspectului derutant și neașteptat, masacrul din noaptea sfântului Bartolomeu este și în zilele noastre obiect de dezbateri. Istoricii încearcă să stabilească care a fost responsabilitatea lui Carol. Mult timp, s-a crezut că masacrul a fost preparat și provocat de monarhie. Din secolul al XVII-lea, Carol al IX-lea a fost văzut ca un monarh fanatic care-i încuraja el însuși pe ucigași, pamfletarii și romancierii au exagerat, spunând că trăgea el însuși cu archebuza asupra protestanților de la un balcon al  Luvrului, balcon care a primit numele de "balconul lui Carol al IX-lea".

### Sfârșitul
Carol a avut întotdeauna o sănătate precară. După aceste evenimente, sănătatea sa se înrăutățește încet încet. Un complot pus la cale pentru a-l înlătura pe Carol și pe mama sa, pentru a-l pune pe tron pe fratele său François d'Alençon este dejucat de regina mamă. Regele tot mai slăbit, se retrage la Castelul Vincennes, unde este țintuit la pat. Febra nu-l părăsește, respirația e dificilă; moare la 30 mai 1574, cu o lună înainte de a împlini 24 de ani. A doua zi, Ambroise Paré îi face autopsia și confirmă moartea din cauza unei pleurezii, contractate în urma unei pneumonii tuberculoase. Văduvă la douăzeci de ani, regina se întoarce în Austria, refuză să se recăsătorească și se retrage în mănăstire. Fiica lor a murit patru ani mai târziu.

## În literatură
- Regina Margot, roman de Alexandre Dumas tatăl, 1845
- Charly 9, roman de Jean Teulé, 2011
- Charly 9, benzi desenate de Richard Guérineau, inspirate de romanul lui Jean Teulé, 2013